# Knoxville Raceway
Der Knoxville Raceway ist eine Motorsport-Rennstrecke in Knoxville, Iowa in den Vereinigten Staaten. Der Ovalkurs wurde vor allem mit Sprint-Car-Rennen bekannt.

## Geschichte
Ursprünglich wurde die Strecke im Jahr 1878 als Pferderennstrecke erbaut und eröffnet. Ab 1901 wurden auch Autorennen dort veranstaltet. Neben den Rennen wurde die Anlage dabei auch für American-Football-Spiele verwendet. Nachdem die Anlage aufgrund des Zweiten Weltkrieges lange nicht verwendet worden war, wurden ab den 1950er-Jahren Stockcar-Rennen ausgerichtet, unterstützt von der Southern Iowa Stock Car Racing Association. Nach internen Unstimmigkeiten mit der Organisation übernahm Marion Robinson 1956 die Strecke als Veranstalter. Unter seiner Leitung verlagerten sich die Rennen weg von den Stockcars zu Modifieds, Supermodifieds und Sprintcars. 1961 führte Robinson einen Preisgeldevent für Sprintcars ein, der heute als Knoxville Nationals bekannt und das wichtigste Rennen auf der Strecke ist.
Mit dem wachsenden Interesse wurde die Strecke mit neuen Flutlichtern und Tribünen ausgebaut. Mit dem Ausbau der Strecke fanden auch neue Veranstaltungen wie die 360 Nationals ihren Platz im Rennkalender.

## Die Strecke
Die Strecke ist ein halbmeilen Ovalkurs, wobei der Untergrund ein Dirt-track ist. Die Anlage bietet Platz für aktuell 21.135 Zuschauer und beinhaltet das National Sprint Car Hall of Fame & Museum. Aufgrund der Bekanntheit der Knoxville Nationals wird die Strecke auch als Sprint Car Capital of the World bezeichnet.

## Veranstaltungen
1961 wurden zum ersten Mal die Knoxville Nationals für Sprintcars ausgerichtet, die bis heute als eines der wichtigsten Rennen für Sprintcars gelten. Von anfänglich 5000 $ Preisgeld steigerte sich die Summe auf heute über eine Mio. US-Dollar.
2021 wurde mit dem Corn Belt 150 zum ersten Mal ein von der NASCAR sanktioniertes Rennen ausgerichtet. Auch im Folgejahr fuhr die Camping World Truck Series auf der Strecke ein Rennen, wobei Todd Gilliland sich den Sieg sicherte.